# Burg (Hautes-Pyrénées)
Pour les articles homonymes, voir Burg.
Burg est une commune française située dans l'est du département des Hautes-Pyrénées, en région Occitanie. Sur le plan historique et culturel, la commune est dans l’ancien comté de Bigorre, comté historique des Pyrénées françaises et de Gascogne.
Exposée à un climat océanique altéré, elle est drainée par la Baïse, le Bouès, le canal du Bouès, le Lizon, la Bégole et par divers autres petits cours d'eau. La commune possède un patrimoine naturel remarquable composé de quatre zones naturelles d'intérêt écologique, faunistique et floristique.
Burg est une commune rurale qui compte 278 habitants en 2022, après avoir connu un pic de population de 712 habitants en 1846. Elle fait partie de l'aire d'attraction de Tarbes..
Ses habitants sont appelés les Burgais.

## Géographie

### Localisation
La commune de Burg se trouve dans le département des Hautes-Pyrénées, en région Occitanie.
Elle se situe à 21 km à vol d'oiseau de Tarbes, préfecture du département, et à 7 km de Tournay, bureau centralisateur du canton de la Vallée de l'Arros et des Baïses dont dépend la commune depuis 2015 pour les élections départementales.
La commune fait en outre partie du bassin de vie de Tournay.
Les communes les plus proches sont : 
Castelbajac (2,5 km), Castéra-Lanusse (3,4 km), Bernadets-Dessus (3,4 km), Montastruc (3,5 km), Bégole (3,6 km), Houeydets (3,9 km), Bonrepos (4,0 km), Caharet (5,0 km).
Sur le plan historique et culturel, Burg fait partie de l’ancien comté de Bigorre, comté historique des Pyrénées françaises et de Gascogne créé au IXe siècle puis rattaché au domaine royal en 1302, inclus ensuite au comté de Foix en 1425 puis une nouvelle fois rattaché au royaume de France en 1607. La commune est dans le pays de Tarbes et de la Haute Bigorre.
| Bernadets-Dessus      | Montastruc |             |
| Tournay               | Burg       | Castelbajac |
| Ozon, Castéra-Lanusse | Bégole     |             |

### Paysages et relief

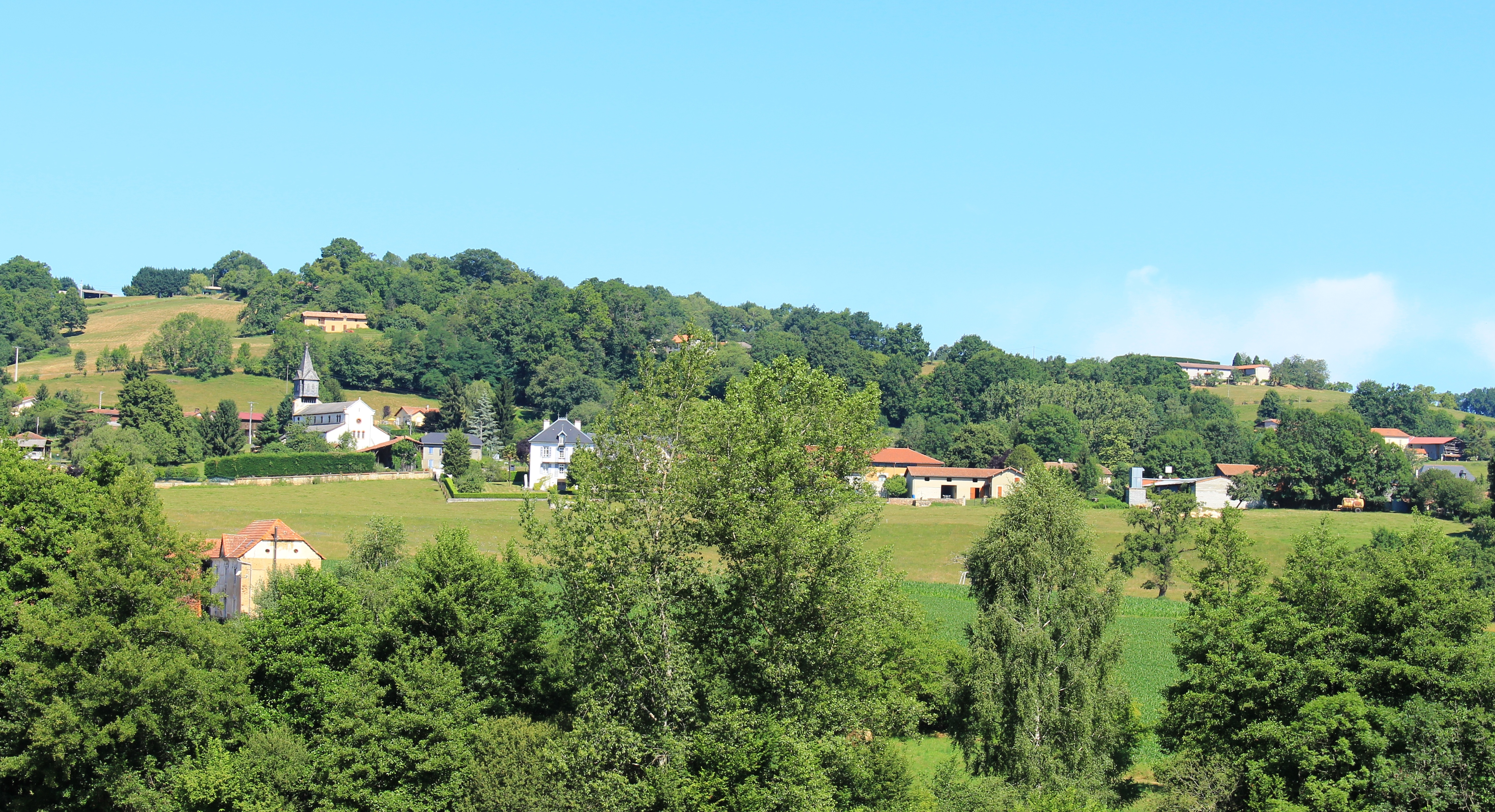
Vue en été.

### Hydrographie
La rivière de la Baïse traverse la commune du sud au nord et forme la limite est avec les communes de Castelbajac et Montastruc.
   
Le ruisseau de Bégole, affluent de rive gauche de la Baïse, traverse la commune et forme la limite sud-est avec la commune de Bégole.
  
Le canal du Bouès traverse la commune du sud au nord en partie sud.
  
La rivière du Bouès traverse la commune du sud au nord et forme la limite ouest avec les communes de Castéra-Lanusse, Ozon et Tournay.
   
La rivière le Lizon traverse la commune nord et forme une partie de la limite ouest avec la commune de Bernadets-Dessus.

### Climat
Le climat est tempéré de type océanique, en raison de l'influence proche de l'océan Atlantique situé à peu près 150 km plus à l'ouest. La proximité des Pyrénées fait que la commune profite d'un effet de foehn, il peut aussi y neiger en hiver, même si cela reste inhabituel.
| Mois                              | jan.  | fév.  | mars  | avril | mai   | juin  | jui.  | août  | sep.  | oct.  | nov.  | déc.  | année   |
| --------------------------------- | ----- | ----- | ----- | ----- | ----- | ----- | ----- | ----- | ----- | ----- | ----- | ----- | ------- |
| Température minimale moyenne (°C) | 1     | 2     | 4     | 6     | 9     | 13    | 15    | 15    | 12    | 9     | 4     | 2     | 7,7     |
| Température moyenne (°C)          | 5,2   | 5,6   | 8,4   | 10,1  | 13,8  | 17,8  | 18,6  | 18,8  | 16,4  | 13,5  | 7,5   | 5,5   | 11,8    |
| Température maximale moyenne (°C) | 10    | 11    | 14    | 15    | 19    | 22    | 25    | 25    | 23    | 19    | 14    | 11    | 17,3    |
| Ensoleillement (h)                | 108,8 | 118,8 | 155,6 | 157,2 | 181,3 | 191,5 | 215,5 | 196,4 | 194,5 | 164,4 | 124,4 | 104,4 | 1 912,8 |
| Précipitations (mm)               | 98,6  | 63,3  | 99    | 108,2 | 137   | 87,1  | 72,6  | 70,5  | 69,5  | 81,9  | 101,4 | 97,4  | 1 086   |

### Milieux naturels et biodiversité
L’inventaire des zones naturelles d'intérêt écologique, faunistique et floristique (ZNIEFF) a pour objectif de réaliser une couverture des zones les plus intéressantes sur le plan écologique, essentiellement dans la perspective d’améliorer la connaissance du patrimoine naturel national et de fournir aux différents décideurs un outil d’aide à la prise en compte de l’environnement dans l’aménagement du territoire.
Deux ZNIEFF de type 1 sont recensées sur la commune :
le « cours amont du Bouès » (162 ha), couvrant 9 communes du département et 
les « vallons de la Bégole, de la Baïse amont, et de leurs affluents » (57 ha), couvrant 3 communes du département
et deux ZNIEFF de type 2, : 
- le « coteau en rive droite du Lizon de Burg à Lustar » (778 ha), couvrant 9 communes du département[9] ;
- les « coteaux de Capvern à Betplan » (10 246 ha), couvrant 46 communes dont huit dans le Gers et 38 dans les Hautes-Pyrénées[10].

## Urbanisme

### Typologie
Au 1er janvier 2024, Burg est catégorisée commune rurale à habitat très dispersé, selon la nouvelle grille communale de densité à sept niveaux définie par l'Insee en 2022.
Elle est située hors unité urbaine. Par ailleurs la commune fait partie de l'aire d'attraction de Tarbes, dont elle est une commune de la couronne,. Cette aire, qui regroupe 153 communes, est catégorisée dans les aires de 50 000 à moins de 200 000 habitants,.

### Occupation des sols
L'occupation des sols de la commune, telle qu'elle ressort de la base de données européenne d’occupation biophysique des sols Corine Land Cover (CLC), est marquée par l'importance des territoires agricoles (84,2 % en 2018), une proportion identique à celle de 1990 (84,2 %). La répartition détaillée en 2018 est la suivante : 
zones agricoles hétérogènes (82,2 %), forêts (15,8 %), prairies (2,1 %).
L'IGN met par ailleurs à disposition un outil en ligne permettant de comparer l’évolution dans le temps de l’occupation des sols de la commune (ou de territoires à des échelles différentes). Plusieurs époques sont accessibles sous forme de cartes ou photos aériennes : la carte de Cassini (XVIIIe siècle), la carte d'état-major (1820-1866) et la période actuelle (1950 à aujourd'hui).

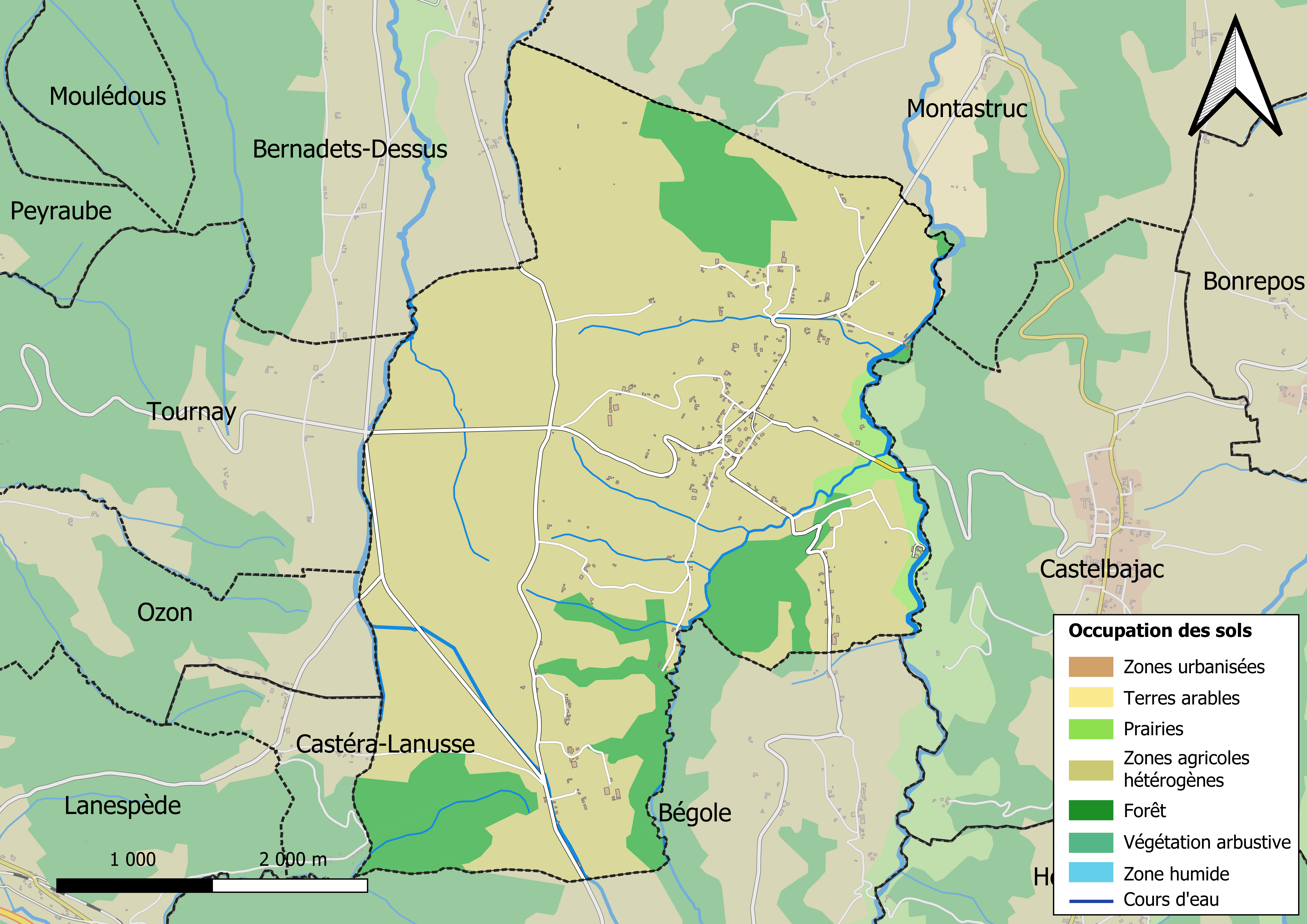
Carte des infrastructures et de l'occupation des sols en 2018 (CLC) de la commune.
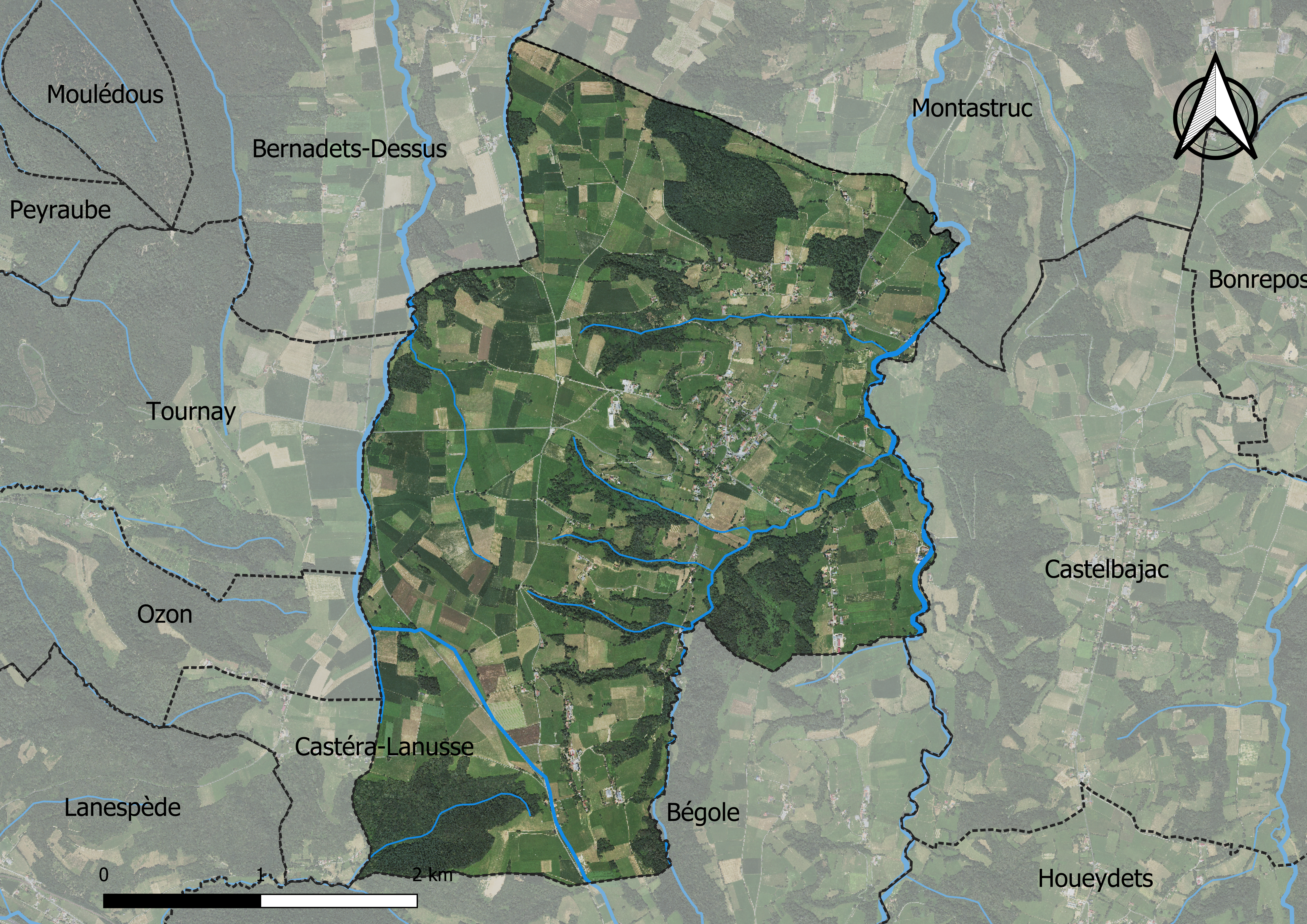
Carte orthophotogrammétrique de la commune.

### Logement
En 2012, le nombre total de logements dans la commune est de 155.

Parmi ces logements, 75.3  % sont des résidences principales, 10.4  % des résidences secondaires 14.3  % des logements vacants.

### Voies de communication et transports
Cette commune est desservie par les routes départementales D 11, D 41, D 28 et D 136.

### Risques majeurs
Le territoire de la commune de Burg est vulnérable à différents aléas naturels : météorologiques (tempête, orage, neige, grand froid, canicule ou sécheresse), inondations, mouvements de terrains et séisme (sismicité modérée). Un site publié par le BRGM permet d'évaluer simplement et rapidement les risques d'un bien localisé soit par son adresse soit par le numéro de sa parcelle.
Certaines parties du territoire communal sont susceptibles d’être affectées par le risque d’inondation par débordement de cours d'eau, notamment la Baïse, le Bouès, le Lizon. La cartographie des zones inondables en ex-Midi-Pyrénées réalisée dans le cadre du XIe Contrat de plan État-région, visant à informer les citoyens et les décideurs sur le risque d’inondation, est accessible sur le site de la DREAL Occitanie. La commune a été reconnue en état de catastrophe naturelle au titre des dommages causés par les inondations et coulées de boue survenues en 1982, 1988, 1999 et 2009,.
Burg est exposée au risque de feu de forêt. Un plan départemental de protection des forêts contre les incendies a été approuvé par arrêté préfectoral le 21 avril 2020 pour la période 2020-2029. Le précédent couvrait la période 2007-2017. L’emploi du feu est régi par deux types de réglementations. D’abord le code forestier et l’arrêté préfectoral du 27 octobre 2014, qui réglementent l’emploi du feu à moins de 200 m des espaces naturels combustibles sur l’ensemble du département. Ensuite celle établie dans le cadre de la lutte contre la pollution de l’air, qui interdit le brûlage des déchets verts des particuliers. L’écobuage est quant à lui réglementé dans le cadre de commissions locales d’écobuage (CLE)

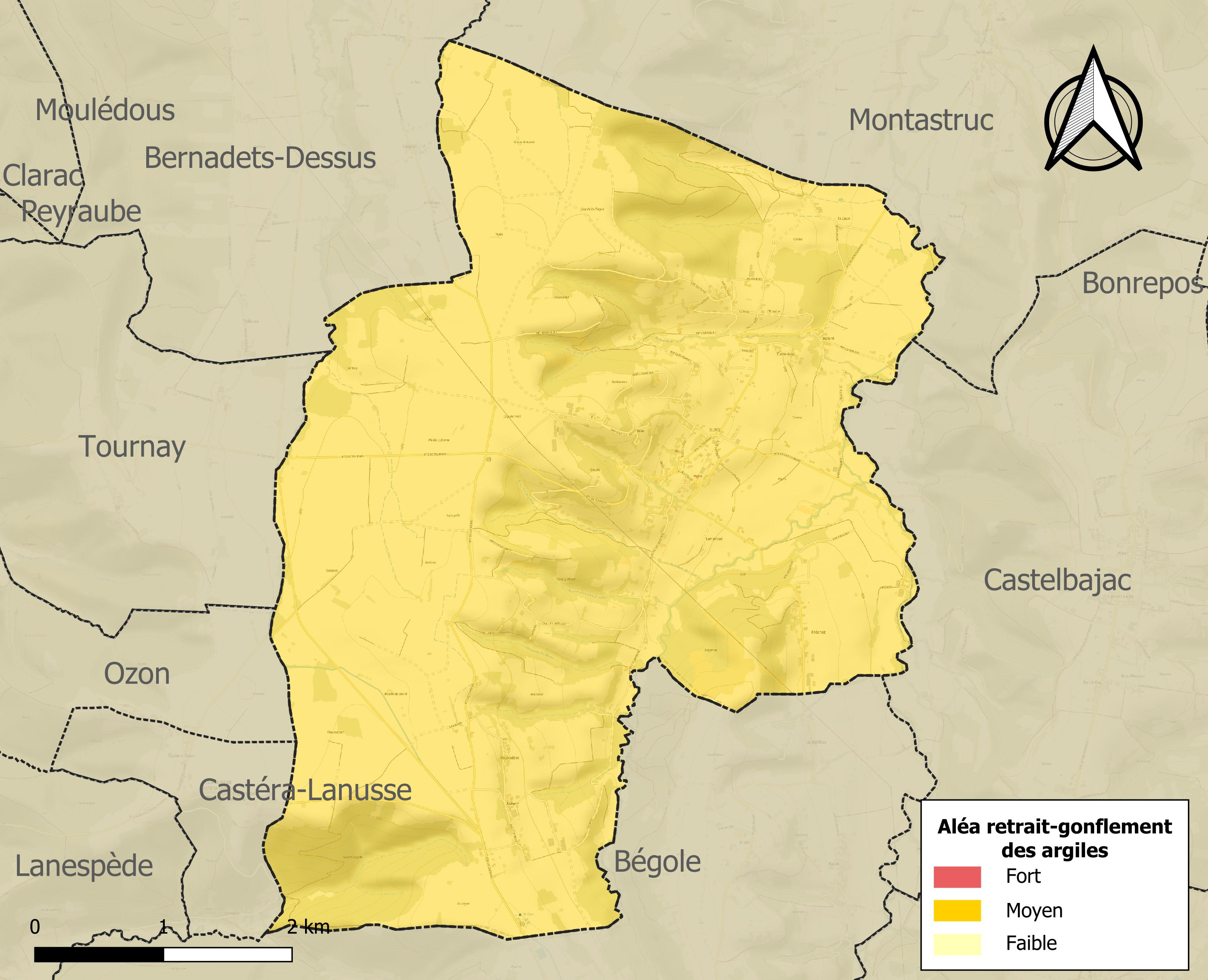
Carte des zones d'aléa retrait-gonflement des sols argileux de Burg.

Les mouvements de terrains susceptibles de se produire sur la commune sont des tassements différentiels.
Le retrait-gonflement des sols argileux est susceptible d'engendrer des dommages importants aux bâtiments en cas d’alternance de périodes de sécheresse et de pluie. La totalité de la commune est en aléa moyen ou fort (44,5 % au niveau départemental et 48,5 % au niveau national). Sur les 160 bâtiments dénombrés sur la commune en 2019, 160 sont en aléa moyen ou fort, soit 100 %, à comparer aux 75 % au niveau départemental et 54 % au niveau national. Une cartographie de l'exposition du territoire national au retrait gonflement des sols argileux est disponible sur le site du BRGM,.
Par ailleurs, afin de mieux appréhender le risque d’affaissement de terrain, l'inventaire national des cavités souterraines permet de localiser celles situées sur la commune.
Concernant les mouvements de terrains, la commune a été reconnue en état de catastrophe naturelle au titre des dommages causés par la sécheresse en 1989 et par des mouvements de terrain en 1999.

## Toponymie

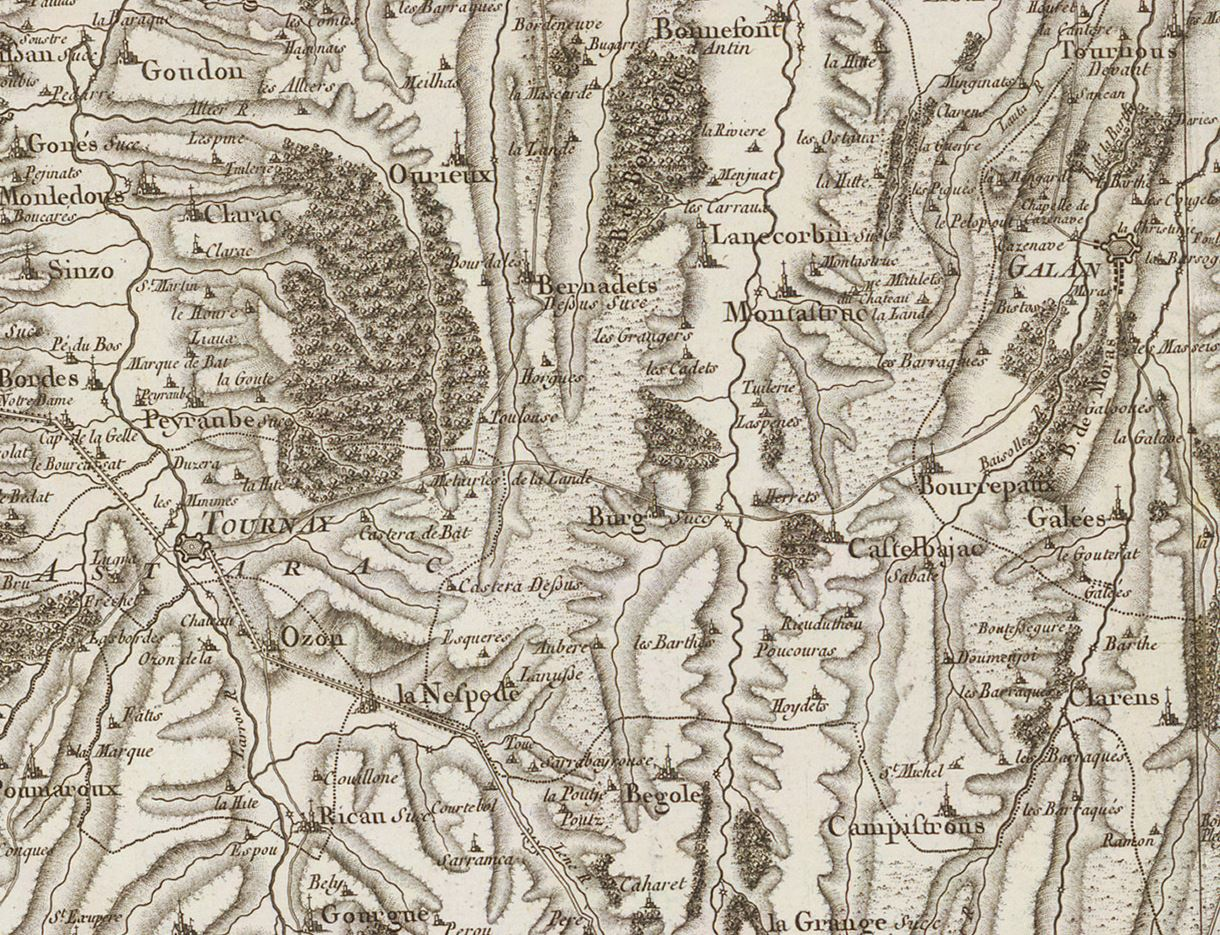
Extrait de la carte de Cassini (entre 1756 et 1789) situant Burg à l'est de Tournay

On trouvera les principales informations dans le Dictionnaire toponymique des communes des Hautes Pyrénées de Michel Grosclaude et Jean-François Le Nail qui rapporte les dénominations historiques du village :
Dénominations historiques :
- De Burx, (1313, Debita regi Navarre) ;
- De Burgo, latin (1342, pouillé de Tarbes ; 1379, procuration Tarbes) ;
- Burx, (1389, Larcher, Castelbajac) ;
- Burcx, (1429, censier  de Bigorre) ;
- Burc, (1790, Département 1) ;
- Burg, (1790, Département 2) ;
- Burg, (fin XVIIIe siècle, carte de Cassini).

Nom occitan : Burc.

## Histoire

### Cadastre napoléonien de Burg
Le plan cadastral napoléonien de Burg est consultable sur le site des archives départementales des Hautes-Pyrénées.

## Politique et administration

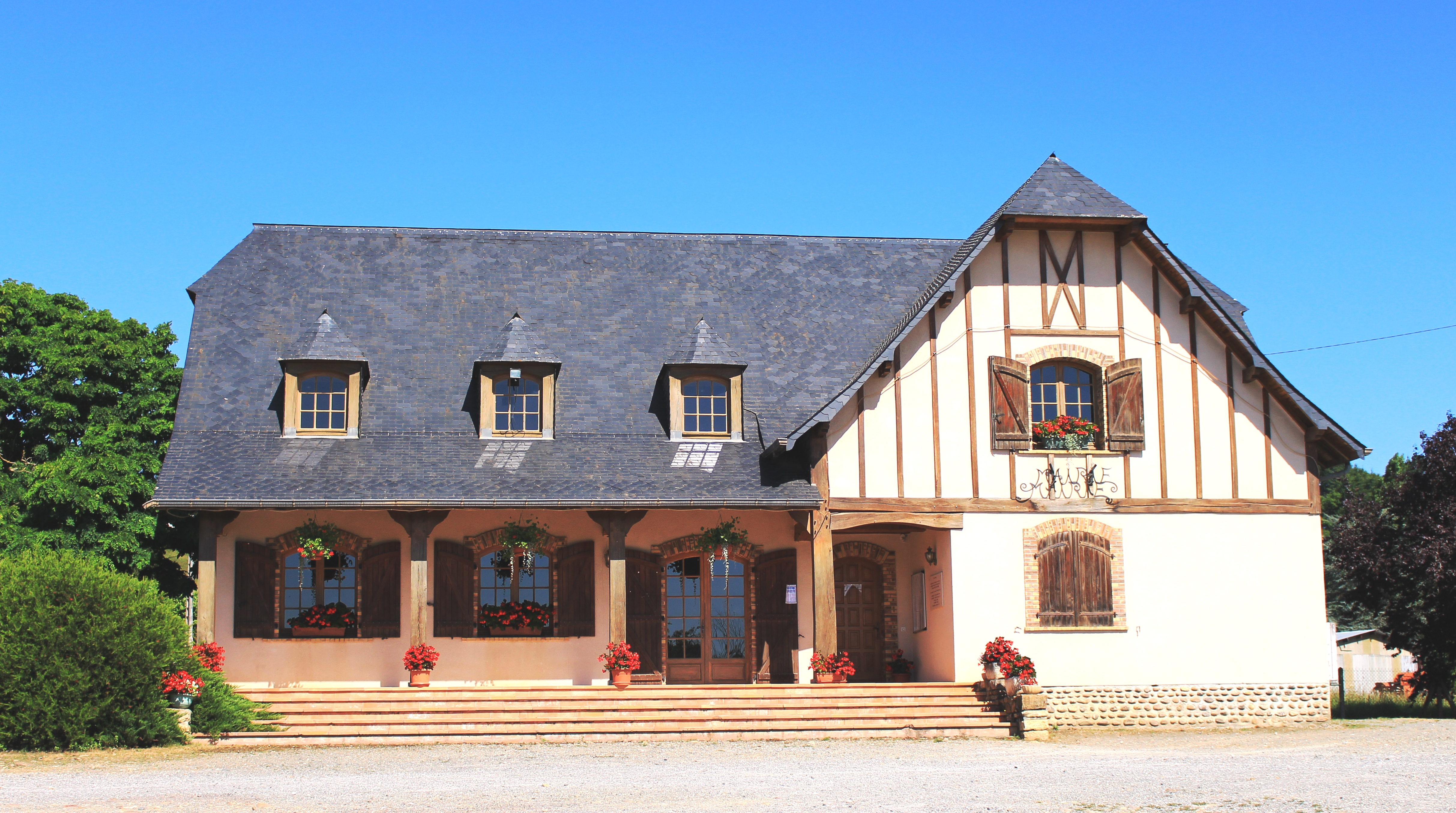
La mairie en 2019.

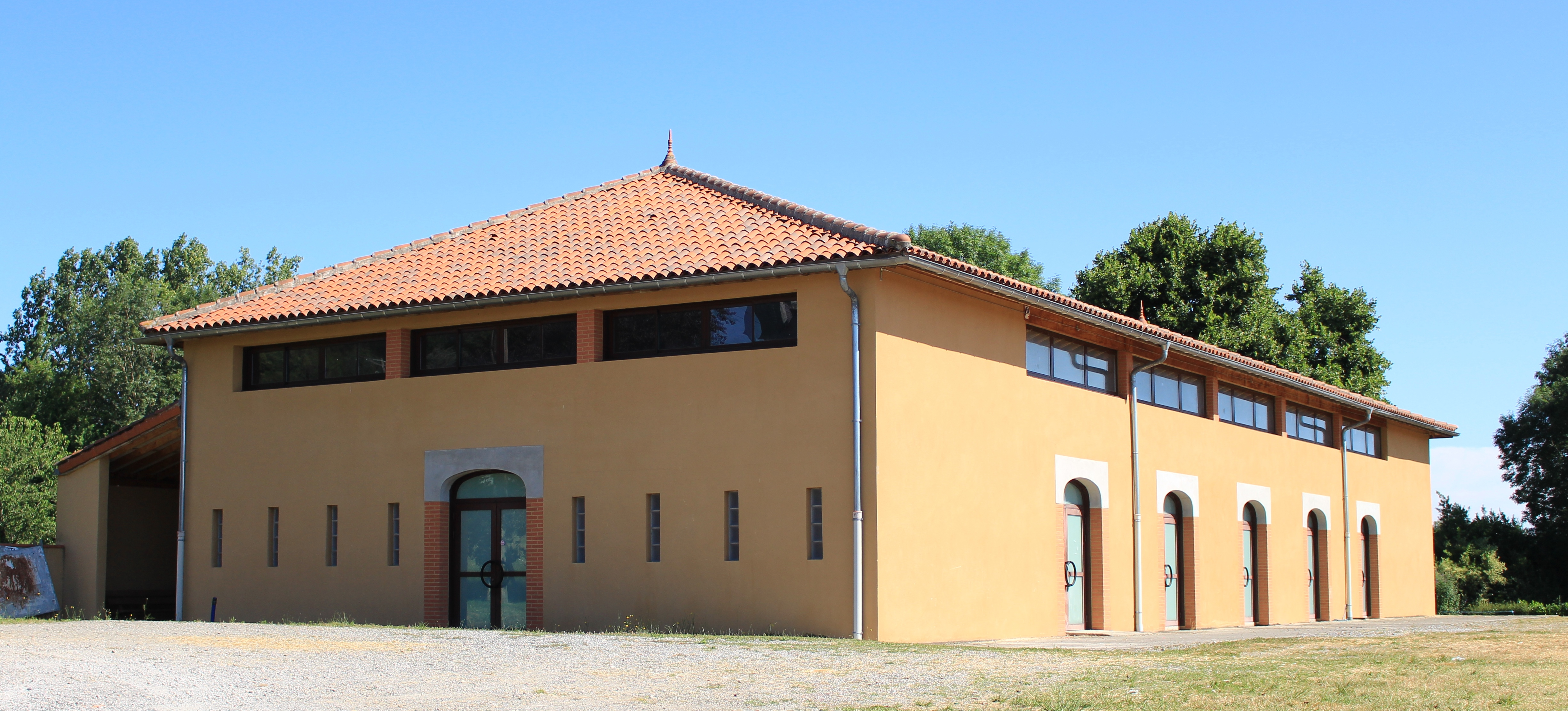
Le foyer rural en 2019

### Liste des maires
| Période                                  | Période   | Identité           | Étiquette | Qualité |
| ---------------------------------------- | --------- | ------------------ | --------- | ------- |
| Les données manquantes sont à compléter. |           |                    |           |         |
| mars 1971                                | mars 1977 | André Abadie       |           |         |
| mars 1977                                | mars 2008 | Marcel Castets     |           |         |
| mars 2008                                | mars 2014 | Guy Pelletier      |           |         |
| mars 2014                                | mars 2020 | Maurice Lahaille   |           |         |
| mars 2020                                | en cours  | Christian Lassalle |           |         |

### Rattachements administratifs et électoraux

#### Historique administratif
Pays et sénéchaussée de Bigorre, quarteron de Tarbes, marquisat de Castelbajac, canton de Tournay (depuis 1790).

#### Intercommunalité
Burg appartient à la communauté de communes des Coteaux du Val d'Arros créée en janvier 2017 et qui réunit 54 communes.

## Population et société

### Démographie

#### Évolution démographique
| 1793 | 1800 | 1806 | 1821 | 1831 | 1836 | 1841 | 1846 | 1851 |
| ---- | ---- | ---- | ---- | ---- | ---- | ---- | ---- | ---- |
| 452  | 450  | 437  | 569  | 605  | 667  | 696  | 712  | 683  |

| 1856 | 1861 | 1866 | 1876 | 1881 | 1886 | 1891 | 1896 | 1901 |
| ---- | ---- | ---- | ---- | ---- | ---- | ---- | ---- | ---- |
| 659  | 701  | 663  | 635  | 647  | 611  | 600  | 559  | 601  |

| 1906 | 1911 | 1921 | 1926 | 1931 | 1936 | 1946 | 1954 | 1962 |
| ---- | ---- | ---- | ---- | ---- | ---- | ---- | ---- | ---- |
| 562  | 536  | 463  | 455  | 434  | 434  | 414  | 394  | 369  |

| 1968 | 1975 | 1982 | 1990 | 1999 | 2006 | 2008 | 2013 | 2018 |
| ---- | ---- | ---- | ---- | ---- | ---- | ---- | ---- | ---- |
| 323  | 286  | 297  | 294  | 267  | 265  | 264  | 270  | 279  |

| 2022 | - | - | - | - | - | - | - | - |
| ---- | - | - | - | - | - | - | - | - |
| 278  | - | - | - | - | - | - | - | - |

### Enseignement

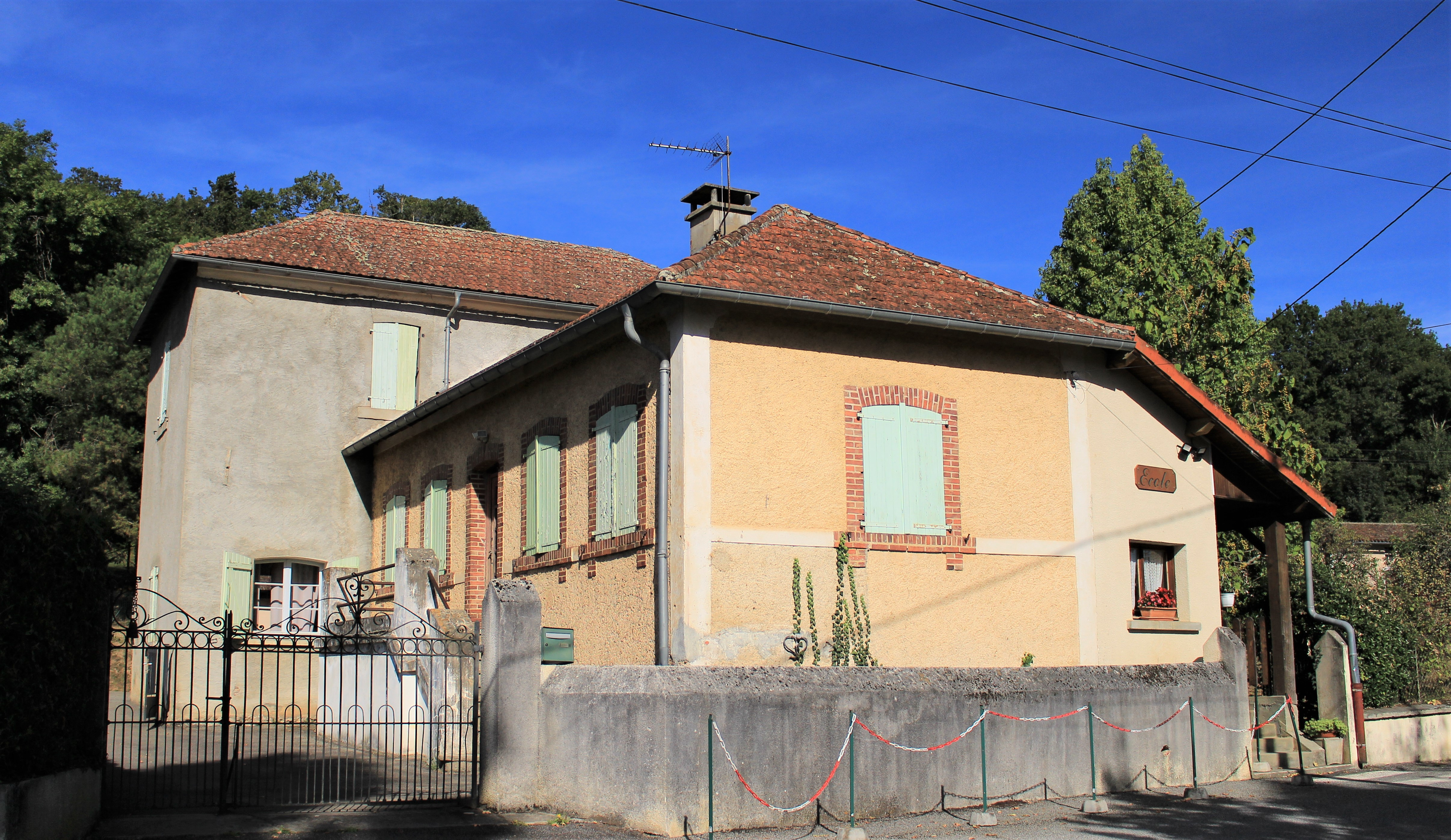
L'école élémentaire en 2022.

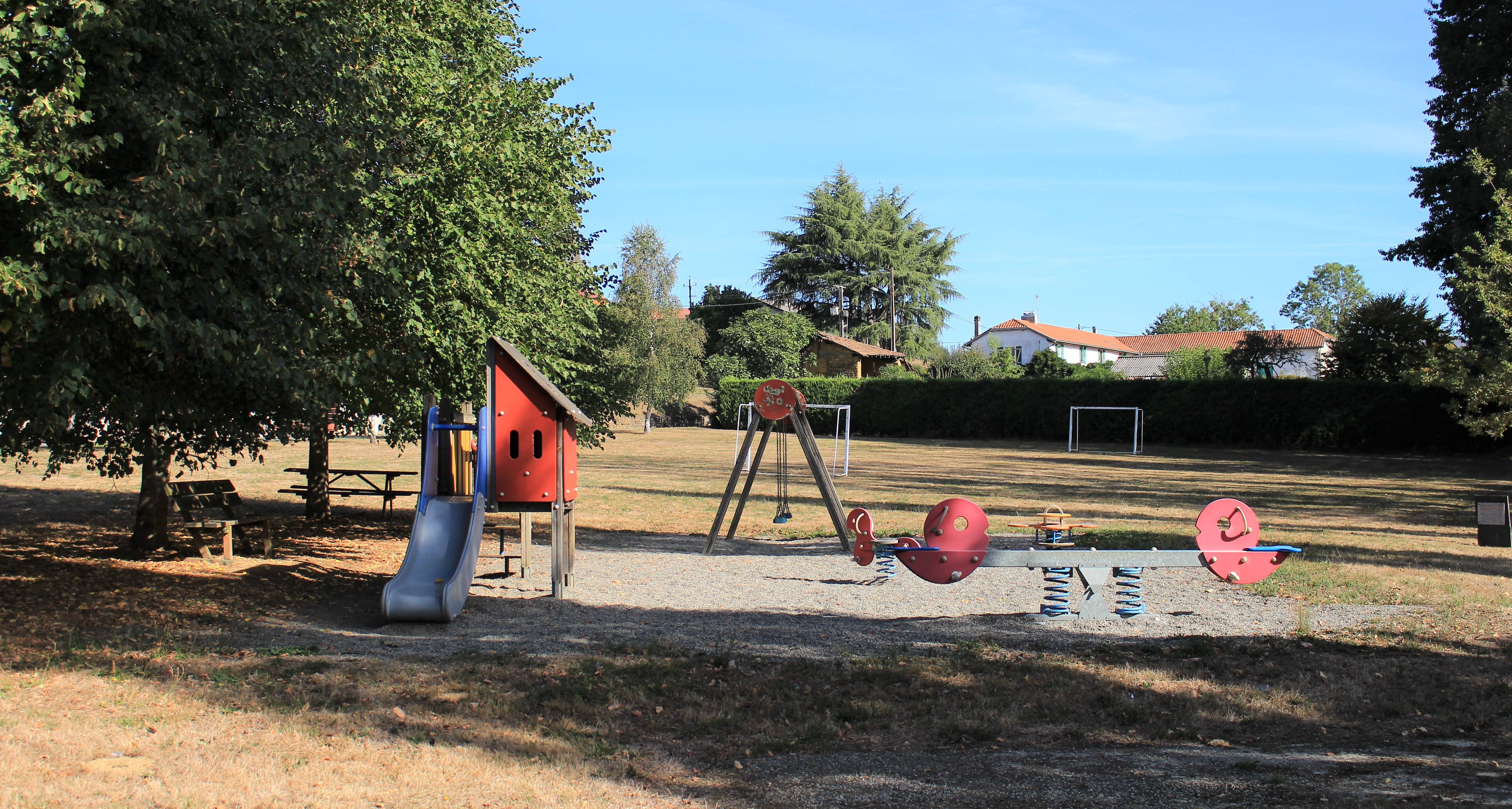
L'aire de jeux.

La commune dépend de l'académie de Toulouse. Elle dispose d’une école en 2017.
- École élémentaire.

## Économie

### Revenus
En 2018, la commune compte 117 ménages fiscaux, regroupant 266 personnes. La médiane du revenu disponible par unité de consommation est de 20 340 € (20 420 € dans le département).

### Emploi
|                | 2008  | 2013  | 2018  |
| -------------- | ----- | ----- | ----- |
| Commune        | 1,9 % | 5,6 % | 5,2 % |
| Département    | 7,7 % | 9,4 % | 9,8 % |
| France entière | 8,3 % | 10 %  | 10 %  |

En 2018, la population âgée de 15 à 64 ans s'élève à 154 personnes, parmi lesquelles on compte 76,6 % d'actifs (71,4 % ayant un emploi et 5,2 % de chômeurs) et 23,4 % d'inactifs,. Depuis 2008, le taux de chômage communal (au sens du recensement) des 15-64 ans est inférieur à celui de la France et du département.
La commune fait partie de la couronne de l'aire d'attraction de Tarbes, du fait qu'au moins 15 % des actifs travaillent dans le pôle,. Elle compte 21 emplois en 2018, contre 36 en 2013 et 49 en 2008. Le nombre d'actifs ayant un emploi résidant dans la commune est de 114, soit un indicateur de concentration d'emploi de 18,4 % et un taux d'activité parmi les 15 ans ou plus de 52,8 %.
Sur ces 114 actifs de 15 ans ou plus ayant un emploi, 17 travaillent dans la commune, soit 15 % des habitants. Pour se rendre au travail, 89,5 % des habitants utilisent un véhicule personnel ou de fonction à quatre roues, 1,8 % les transports en commun, 0,9 % s'y rendent en deux-roues, à vélo ou à pied et 7,9 % n'ont pas besoin de transport (travail au domicile).

## Culture locale et patrimoine

### Lieux et monuments

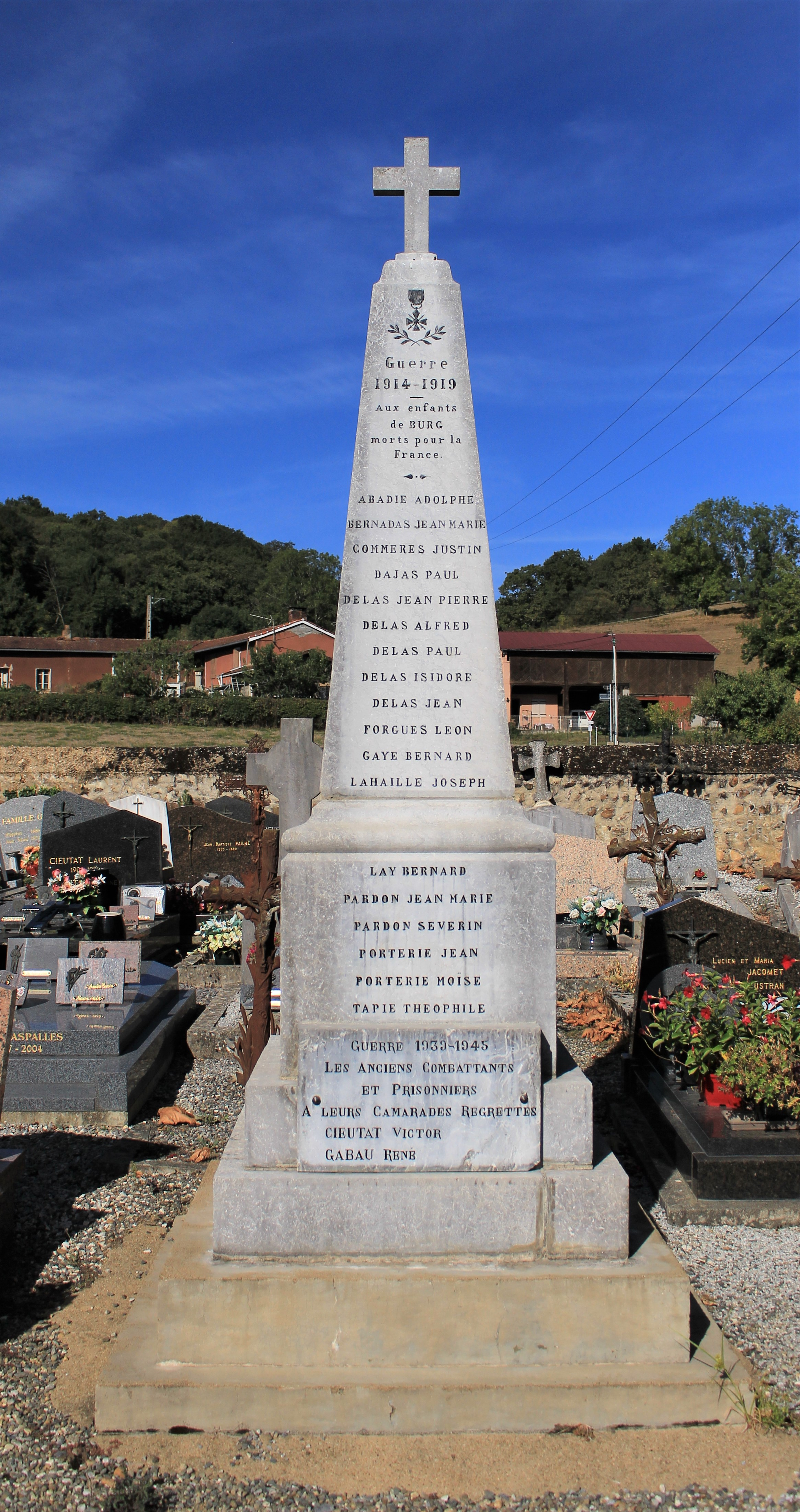
Le monument aux morts municipal.

- Église Saint-Laurent de Burg.

Sélection de vues de l'église Saint-Laurent en 2019.
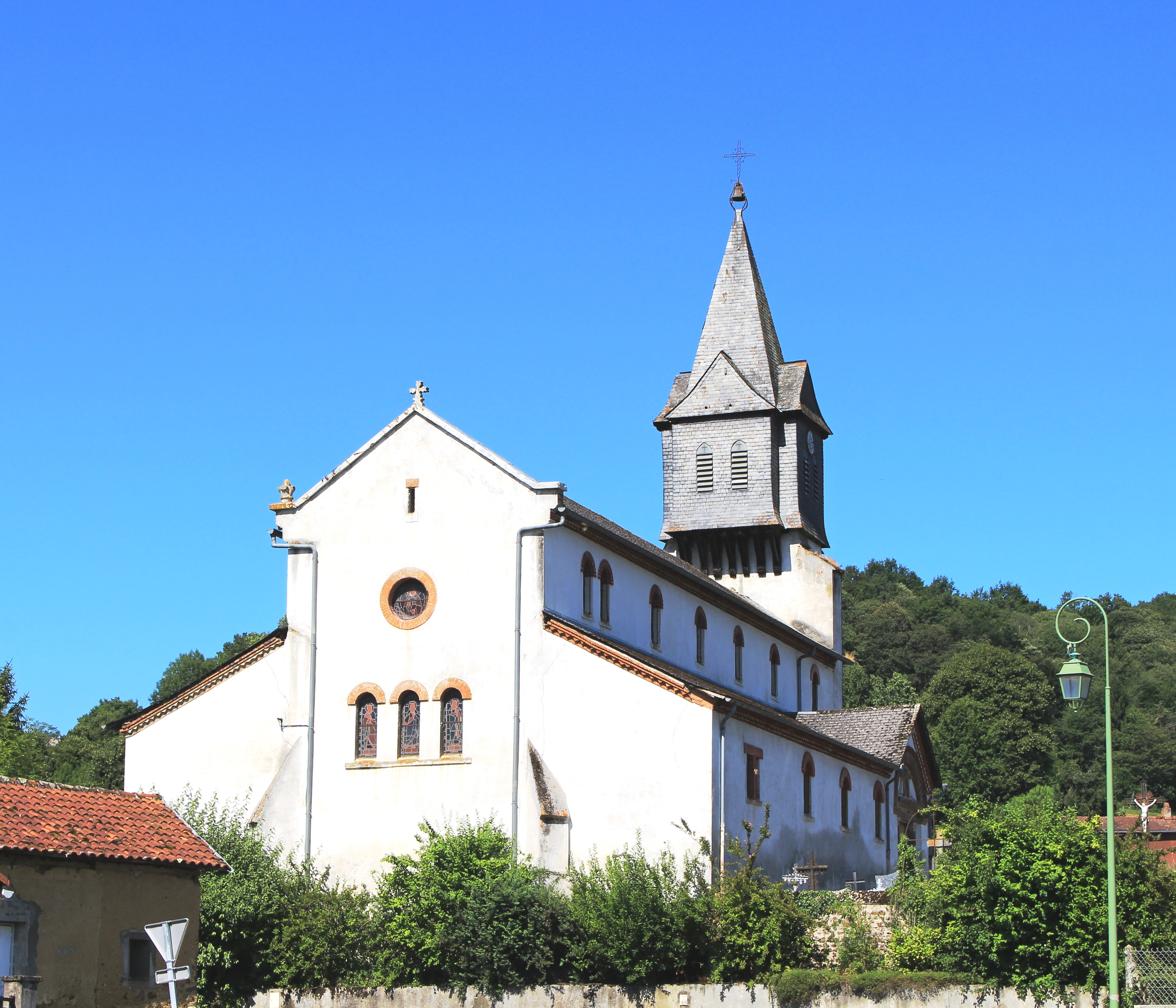
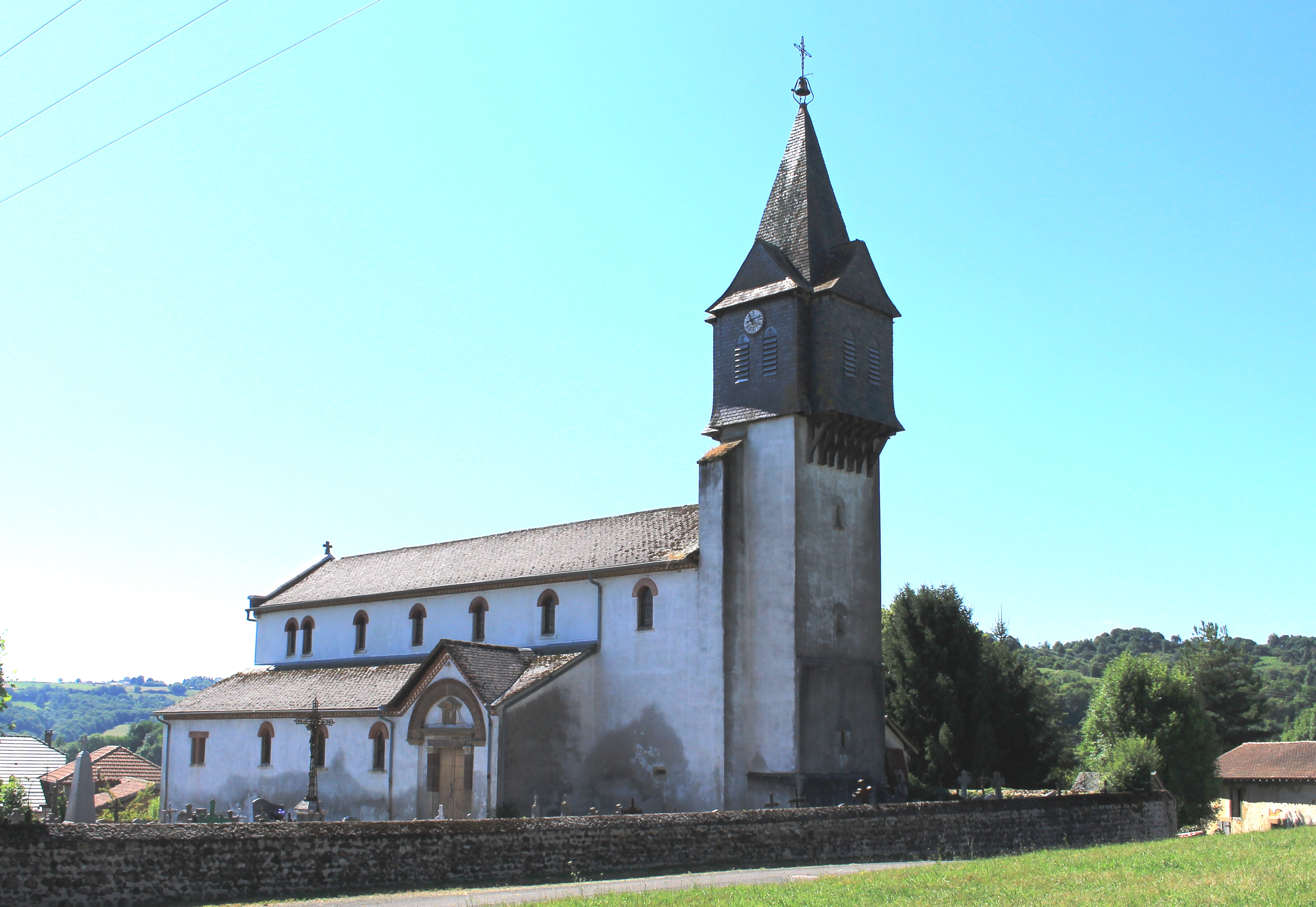
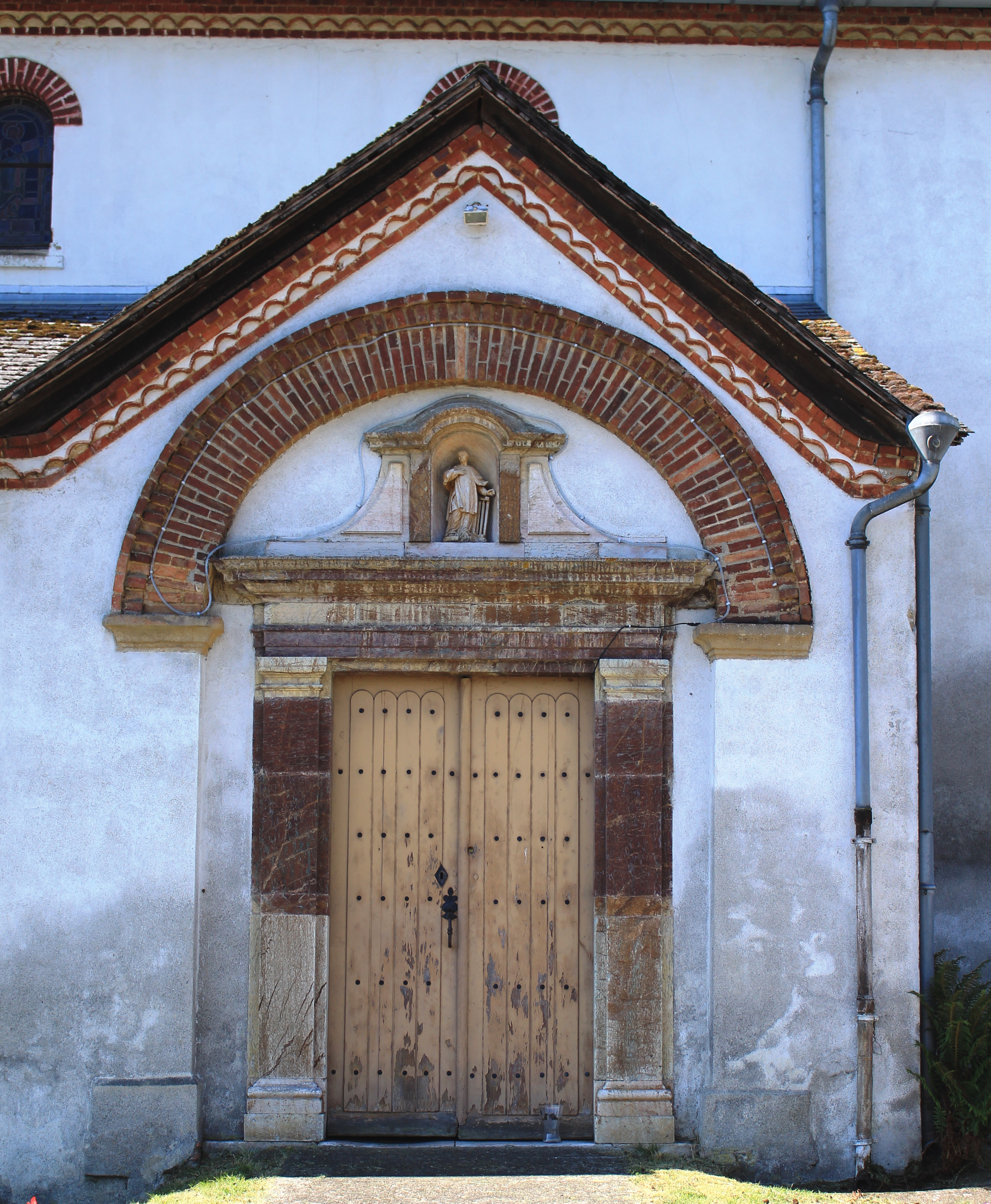

### Personnalités liées à la commune
- Laurence Oustau,  né le 16 avril 1835, mort le 24 novembre 1929, est un ingénieur et industriel français de la fin du XIXe siècle

### Héraldique
| Blason | Blasonnement : Parti : au premier d'azur à la croisette d'argent, au second d'argent au mont de sinople sommé d'une tour donjonnée de sable, ouverte et ajourée du champ. Commentaires : Blason officiel vérifié auprès de la mairie. |